# Tipitapa
Tipitapa är en kommun (municipio) i Nicaragua med 130 627 invånare (2012). Den ligger vid Managuasjön, strax öster om huvudstaden Managua, i departementet Managua. I det viktiga slaget vid San Jacinto den 14 september 1856 besegrade 160 nicaraguanska soldater en grupp av 300 av amerikanen William Walkers trupper, vilket var början på slutet för den amerikanska invasionen.

## Geografi
Tipitapa gränsar till kommunerna Ciudad Darío  i norr, Teustepe och San Lorenzo i  öster, Granada och Tisma i söder, samt till Managua, Managuasjön och San Francisco Libre i väster. 
Befolkningsmässigt är Tipitapa den sjätte största kommunen i landet, efter Managua, León, Masaya, Matagalpa och Chinandega. Kommunens största ort är centralorten Tipitapa med 56 718 invånare (2005). Kommunens övriga större samhällen är Ciudadela San Martín med 6 177 invånare (2005) precis norr om centralorten, San Rafael med 4 787 invånare (2005) vid gränsen mot Managua, Las Maderas med 3 679 invånare (2005) i kommunens norra del, samt San Benito med 3 539 invånare (2005) i kommunens mitt. 

## Historia
Tipitapa grundades 1755 av Juan Bautista Almendares.

## Bilder
|  |  |
|  |  |